# Кеннан, Джордж
Джордж Кеннан (англ. George Kennan; 16 февраля 1845 — 10 мая 1924) — американский журналист, путешественник, писатель
, автор книг о Сибири и сибирской ссылке.
Известен своей поддержкой российских революционеров. Его публичные разоблачения тяжёлых условий содержания политзаключённых в сибирской ссылке стали толчком к распространению в США критического взгляда на политический режим, существующий в Российской империи. На волне общественного негодования вокруг выступлений Кеннана в 1891 году в Бостоне возникло американское Общество друзей русской свободы, члены которого с 1891 по 1919 гг. участвовали в различных пропагандистских кампаниях, некоторые из которых оказали заметное влияние на отношение общественного мнения США к России.
Внучатым племянником Джорджа Кеннана был Джордж Фрост Кеннан.

## Биография
Родился в Норуолке, штат Огайо. В 12 лет бросил учёбу в школе и стал работать посыльным на железнодорожном телеграфе, позднее — телеграфистом. 
В 1865 году Дж. Кеннан был нанят Русско-Американской телеграфной компанией для исследования возможного маршрута прокладки телеграфа из США в Россию через Аляску, Берингов пролив, Чукотку и Сибирь. Провёл два года путешествуя по Чукотке и Камчатке, после чего вернулся в Америку через Петербург. В 1870 году опубликовал о своём путешествии книгу «Tent Life in Siberia». В 1870 отправился в новое путешествие в Россию (на Кавказ), на этот раз через Петербург. 
После возвращения из России в 1871 г. работал банковским служащим в Медине (штат Нью-Йорк), но был крайне недоволен своей профессией, мечтая о карьере писателя и публициста. В июне 1876 перебрался из Медины в Нью-Йорк, надеясь сделать карьеру на литературном поприще. Однако в первый год Кеннан не нашел подходящей работы и летом 1877 был вынужден устроиться в страховую компанию «Mutual Life Insurance Company». В ноябре 1878 Дж. Кеннан покинул Нью-Йорк и переехал в Вашингтон, где стал корреспондентом агентства Associated Press.
В мае 1885 — августе 1886 Дж. Кеннан вместе с художником из Бостона Джорджем Фростом совершил поездку по Сибири, знакомясь с системой каторги и ссылки. Здесь он познакомился со многими политическими заключёнными. Друзьями Кеннана стали Екатерина Брешко-Брешковская, Егор Лазарев, Феликс Волховский. 
Вернувшись в США, в 1887—1889 гг. Кеннан опубликовал в журнале «Century» ряд статей, в которых резко критиковал царское правительство и прославлял революционеров. Разоблачение злоупотреблений российских властей сделало Кеннана знаменитым. Он начал активно печататься в серьёзных общественно-политических журналах. Кроме «Century», это были «The Outlook», «The Nation», «Forum» и другие. Кроме того, он выступал с многочисленными платными публичными лекциями в США и Англии. Для достижения большего эффекта Кеннан часто появлялся перед аудиторией в одежде заключённого и кандалах.
Прямым результатом деятельности Дж. Кеннана в Англии и США стало возникновение в начале 1890-х годов движения за «свободную Россию» и образование обществ «друзей русской свободы». Хотя он сам не принимал участия в создании Общества американских друзей русской свободы в апреле 1891 г., но стал его членом, регулярно давая небольшие суммы на издание печатного органа Общества «Free Russia». В том же 1891 г. Кеннан издал книгу «Сибирь и система ссылки» («Siberia and the Exile System»), которая имела меньший успех, чем его статьи и выступления о сибирской ссылке.
После некоторого спада интереса к России он переключился на освещение других злободневных событий. В 1898 Дж. Кеннан работал корреспондентом на испано-американской войне. Вскоре после окончания войны вышла его книга «Campaigning in Cuba». Всё это время он поддерживал переписку с русскими политэмигрантами — Волховским, Кропоткиным и др. 
В июле 1901 года Дж. Кеннан снова приехал в Россию, остановился в Петербурге, но несколькими неделями позже был выслан из страны.
Во время русско-японской войны опубликовал серию статей с театра боевых действий и, как признался позже, занимался антиправительственной пропагандой среди русских пленных в Японии.
В 1904—1910 гг. опубликовал ряд работ по социально-экономическим проблемам Российской империи.
Октябрьскую революцию 1917 года Дж. Кеннан оценил резко негативно, мотивируя это недостатком у нового правительства «знаний, опыта и образования для того, чтобы успешно разобраться с огромными проблемами, назревшими со свержения царя». Он критиковал интервенцию Вудро Вильсона как недостаточную меру в борьбе против большевизма. Незадолго до смерти он писал:

Новая большевистская конституция… оставляет всю власть там же, где она и была последние пять лет — в руках группки самоназначенных бюрократов, которых народ не может ни снять, ни контролировать.
— газета «Medina Tribune», июль 1923

## Джордж Кеннан в исследованиях историков
Современный российский историк Дмитрий Нечипорук в диссертации «Американское общество друзей русской свободы» пишет, что личность и деятельность Джорджа Кеннана, который был центральной фигурой антицаристской агитации в конце 1880-х — начале 1890-х годов, занимает значительное место в исследованиях истории культурных связей между Россией и США. В 1950 году американский историк М. Лазерсон подробно исследовал влияние агитации Кеннана на американо-русские отношения. Лазерсон этим исследованием заложил основы либерального подхода к изучению как агитации Кеннана, так и деятельности американского Общества — согласно этому подходу, Кеннан являлся искренним и бескорыстным противником русского самодержавия, помогавшим своими печатными выступлениями и деньгами русским социалистам и либералам в их борьбе за демократическую Россию. Этот тезис впоследствии получил широкое хождение не только в американской, но и в советской исторической литературе.
В 1970-х — 1980-х годах американский историк Т. Сталлс предложил более критический взгляд на агитацию Кеннана, чем это было принято в предыдущих работах. Он впервые озвучил тезис о коммерческих мотивах деятельности американского журналиста и, опираясь на архивные материалы, попытался развеять устойчивое представление о Кеннане как об исключительно «идейном» борце с самодержавием.
Наиболее подробное исследование деятельности Джорджа Кеннана в 1990 году выпустил американский историк Ф. Трэвис.
В советской историографии Кеннан непременно изображался как убеждённый, искренний и бескорыстный противник царизма, поддержавший Общество американских друзей русской свободы и его агитацию.

## Джордж Кеннан в воспоминаниях современников
П. С. Боткин, русский дипломат, бывший секретарём русской миссии в Вашингтоне (1890—1895), позже в своих воспоминаниях писалː

В то время в Америке появился Джордж Кеннан. Он рассказывал, что приехал из Сибири, привез с собой ценные материалы для доказательства бесчеловечности русских властей и несостоятельности государственного строя в России.

Кеннан начал с того, что помещал в газетах и журналах сенсационные статьи о жизни каторжников в Сибири. Затем он стал разъезжать по Америке и читать лекции. Выходил на сцену в кандалах, одевался каторжником, посредством волшебного фонаря показывал разные ужасы и плёл невероятную чепуху на Россию.

— Что вы на это скажете? — спросил меня однажды Рузвельт.

— Скажу во-первых, что 90 процентов того, что говорит этот человек — сплошной вздор, а во-вторых, что он сам не верит тому, что брешет, но делает так по заказу.

— Возможно, но верно во всяком случае то, что эта пропаганда сильно подрывает популярность и расположение американцев к России и русским. Защищайтесь.

— Как и чем?

— Да тем же оружием. При этом Рузвельт указал мне на бумагу и перо.

Я понял и засел за работу. Написал статью, озаглавил её «Голос за Россию» (audiatur et altera pars) и послал её в самый серьезный американский ежемесячник «Century» и по сейчас издающийся в Нью-Йорке. Через месяц вышел номер этого журнала с моей статьей.